# Једини излаз (1. сезона)
Прва и једина сезона драмске телевизијске серије Једини излаз емитовала се од 17. априла до  11. маја 2021. године на каналима Суперстар ТВ и РТС 1. 
Прва сезона се састоји од десет епизода.

## Радња
Велики пожар у београдском ноћном клубу "Једини излаз" однео је дванаест жртава. Ана Колар је те кобне ноћи била у клубу заједно са својим супругом Сашом. Саша је погинуо, а Ана доживела тешко тровање угљенмоноксидом због кога је била у коми и не сећа се шта се догодило. 
Ана наставља да живи са сином Луком али не може да се помири са губитком, па има честе ноћне море и нападе панике. Шест година касније је објављена пресуда за кривицу у вези са пожаром, а Ани на мејл, са непознате адресе, стиже видео клип на коме она види свог покојног мужа и поверује да је он и даље жив. 
Потрага за Сашом водиће Ану кроз замршен круг насиља, лажи и уцена и натерати је да се суочи са најмрачнијим тајнама из прошлости...

## Епизоде
| Бр. еп. (укупно) | Бр. еп. (у сезони) | Наслов | Редитељ       | Сценариста                                  | Премијера       |
| --- | ------------------ | ------ | ------------- | ------------------------------------------- | --------------- |
| 1 | 1                  |        | Дарко Николић | Марко Поповић, Ива Митровић и Иван Кнежевић | 17. април 2021. |
| Шест година након пожара у ноћном клубу, Ана Колар не може да поврати сећања на несрећу нити да се помири са губитком мужа. Има проблема у комуникацији са сином, пије лекове, редовно иде код психијатра и на састанке породица жртава. Када коначно одлучи да се са сином пресели у иностранство, на мејл јој стиже мистериозни видео снимак на коме се види њен муж и Ана посумња да је Саша жив. Код инспектора Дејана Штрпца долази Мали Ђоле, некадашњи школски друг његове ћерке. Ђоле тражи од Штрпца да провери потенцијално убиство девојке по имену Наташа Врањеш. Штрбац томе не придаје велики значај, све док Мали Ђоле не буде убијен. |                    |        |               |                                             |                 |
| 2 | 2                  |        | Дарко Николић | Марко Поповић, Ива Митровић и Иван Кнежевић | 18. април 2021. |
| Ана све више сумња да јој је муж жив. Тражи Сашин златни сат који се види на снимку, али га не проналази. Одлази код патолога, али на сликама обдукције се не препознаје Саша. Претурајући по Сашиним стварима открива тајни живот свог мужа: водио је сумњиве послове са богатим странцима. Почиње да сумња то има везе са његовим нестанком, а да је Сашина породица лажирала његову смрт. Случај Малог Ђолета је проглашен за самоубиство, али инспектор Штрбац верује да је убијен и да је његова смрт повезана са случајем Наташе Врањеш. Штрбац сазнаје да је Наташа пре шест година пријављена да је нестала, а да је њен случај водио колега Воја Тошић, који се прави да се не сећа ничега. |                    |        |               |                                             |                 |
| 3 | 3                  |        | Дарко Николић | Марко Поповић, Ива Митровић и Иван Кнежевић | 24. април 2021. |
| Ана сазнаје да су у истрази пожара направљени велики пропусти. Пре свега, да је неко сакрио снимак са сигурносне камере из клуба. Открива и да је Саша имао тајни посао у Хрватској и да је мистериозни снимак направљен управо у Сплиту. Штрбац посећује породицу Наташе Врањеш и открива да је Наташа била у тајној вези са богатим адвокатом Сашом Коларом. Проналази и доказ да су њих двоје путовали често у Хрватску и одлази код Ане Колар да је пита да ли зна нешто о томе. |                    |        |               |                                             |                 |
| 4 | 4                  |        | Дарко Николић | Марко Поповић, Ива Митровић и Иван Кнежевић | 25. април 2021. |
| Ана одлази у Сплит и проналази хотел где је Саша одседао. Од собарице сазнаје да је тамо често долазио са разним девојкама, а да је последњи пут био пре шест година са девојком која је била трудна. Ана потом открива и да је Саша имао кућу на острву Жирје. Одлази у ту кућу, али она је напуштена, а атмосфера у њој је прилично језива. Штрпчева ћерка долази из иностранства на сахрану Малог Ђолета. Штрбац јој обећава да ће решити случај, али тензије између њих двоје и даље су јаке: Штрбац не може да се помири да му је ћерка лезбијка и да живи са девојком. Инспектор Тошић телефоном уцењује некога да ће открити све о случају Наташе Врањеш ако му не исплати новац. |                    |        |               |                                             |                 |
| 5 | 5                  |        | Дарко Николић | Марко Поповић, Ива Митровић и Иван Кнежевић | 1. мај 2021.    |
| По повратку из Хрватске, Ана верује да је Саша жив и да је побегао негде са Наташом Врањеш кад је она остала у другом стању. Зато жели да се откопа његов гроб и да провери да ли је то заиста он. Сашин полубрат, Виктор, пристаје на ископавање. ДНК тест потврђује да је то заиста Саша. Штрбац открива да је последњи телефонски разговор који је водила Наташа Врањеш био са Аном Колар. Открива и да Ана има досије у полицији и да је била на психијатријском лечењу. Инспектор Тошић тајно дојављује Штрпцу локацију где је закопано Наташино тело... |                    |        |               |                                             |                 |
| 6 | 6                  |        | Дарко Николић | Марко Поповић, Ива Митровић и Иван Кнежевић | 2. мај 2021.    |
| Ана Колар сазнаје од колегинице из канцеларије да се Наташа Врањеш води као нестала. Сређује пасош за њу и сина да би отпутовали из Београда и почели нови живот. Инспектор Штрбац сазнаје да је Наташа Врањеш брутално убијена. Ана одлази на Повлен по сина али сазнаје да он није тамо, већ да га је Божовић одвео на утакмицу. Ташта је убеђује да не треба да напусте земљу. Ана схвата да је прате и одлази код Цанета и покушава да од њега сазна истину, али узалуд. Цане има договор са Виктором. Ипак, нешто касније, сазнаје од Ненада где јој је сестра. За то време Штрбац одлази у душевну болницу код доктора Угрешића и сазнаје Анину мрачну прошлост. Штрбац сумња да је Ана повезана са Наташином смрћу. Виктор сазнаје да је Божовић послао Ани снимке из Сплита. Покушава да убеди Сузану да је то бесмислено. Штрпца суспендују, али он наставља да истражује и проналази УСБ са фотографијама из којих видимо Сашину насилну страну. Ана доживљава нервни слом. Одводе је у душевну болницу код доктора Угрешића. |                    |        |               |                                             |                 |
| 7 | 7                  |        | Дарко Николић | Марко Поповић, Ива Митровић и Иван Кнежевић | 8. мај 2021.    |
| Ану у болници чувају Божовићеви људи. Везана је за кревет и под тешким седативима. Виктор посећује доктора Угрешића када сазнајемо да је све то део њиховог договора. У болници Ана доживљава флешбекове, сећа се прошлости, сећа се како је отац убио мајку ножем. Пролази кроз трауматична искуства присећајући се наизменично детињства и везе са Сашом Коларом. Долази чак и Сузана и тражи од доктора да уради све да се Ана сети свега. Ана покушава да побегне, али је хватају Божовићеви људи. Сазнаје да јој је Виктор Колар старатељ и да је он човек који је довео у болницу да би се упознала са Сашом, а све под будним оком доктора Угрешића. Ана ипак некако успе да побегне из болнице и то уз помоћ Штрпца који се изненада појављује и одводи је са собом. |                    |        |               |                                             |                 |
| 8 | 8                  |        | Дарко Николић | Марко Поповић, Ива Митровић и Иван Кнежевић | 9. мај 2021.    |
| Ана и Штрбац се крију од Коларових. Ана му прича све о Наташи, о томе како је у Сашином компјутеру видела његова иживљавања над бројним девојкама. Ана одлази код Ивана, а Штрбац да се види са Ђолетовим цимером. Од цимера сазнаје да је Божовић човек који стоји иза слања мејла Ани, и да је он одговоран за убиство малог Ђолета. Ана одлази у "Кућу сунца" да види сестру, али је она дрогирана и неспособна за разговор. Воја Тошић је у болници, тешко оболео од туберкулозе, признаје Штрпцу све о убиству Наташе, склањану њеног леша и ко је све учествовао у томе. Ана схвата да не сме по сина. Одлази у посету једној жени која је била Сашина жртва и слуша њену застрашујућу исповест. Виктор предаје Сузани УСБ на којем је снимак пете камере, односно снимак убиства њеног сина. |                    |        |               |                                             |                 |
| 9 | 9                  |        | Дарко Николић | Марко Поповић, Ива Митровић и Иван Кнежевић | 15. мај 2021.   |
| Штрпца напушта жена, доста јој је свега. Он, сам у стану, гледа стари видео снимак на којем су он и ћерка и жена, некада, срећни. На снимку је и Божовић, пријатељски расположен. Сети се да је и он некад учествовао у "чишћењу" лешева. Сузана гледа снимак са УСБ-а на којем види да је Ана у самоодбрани убила Сашу. Ужаснута је, коначно је сазнала истину. Божовић долази код Штрпца у стан. Прети да ће његов човек да убије Штрпчеву ћерку, ако овај не престане са истрагом и заборави све што је сазнао. Ана се крије код Ивана. Не зна да је по Бокановом наређењу прате. Божовић одлази из Штрпчевог стана. Штрбац је сломљен и немоћан. Једини начин да спасе ћерку је да изврши самоубиство. Виктор, на састанку са Министром и директором полиције, саопштава им да је све коначно сређено. Полицајци који су је пратили долазе по Ану, али она успева да побегне. Бокан саопштава Кузманчевићу да ускоро лети са посла и да ће све бити заташкано. Као и директор полиције пре њега јасно му даје до знање да је ту доведен да буде послушан а не да се прави паметан. Али, уместо тога Бокан бива ухапшен јер је Воја Тошић одао његово учешће у убиствима. Виктору је доста свега, на ивици је да одустане од покушаја да сачува углед фирме али га Маша успешно одговара. Сузана је очајна и жељна освете. Божовић је разуме и подсећа да је Анин син код њих на Повлену и да ће кад тад морати да дође по њега. |                    |        |               |                                             |                 |
| 10 | 10                 |        | Дарко Николић | Марко Поповић, Ива Митровић и Иван Кнежевић | 16. мај 2021.   |
| Кузманчевић је решио да ипак не буде само послушник. У локаном кафићу, договора се са Аном, испланирају акцију на Повлену. Ана ће бити озвучена. Кузманчевић је решио да окрене лист, сад више није послушник него човек који хоће да истера истину на видело. Полицајци Ану спремају за обрачун на Повлену. Виктор и Кузманчевић потписују уговор по којем ће он остати на свом месту, а Виктор бити заштићен од правног гоњења. Ана излази из кола на Повлену. Дочекује је бесна Сузана и хладнокрвни Божовић са својом екипом. Божовић наређује да је воде у лудницу. Сузана се некако докопа његовог пиштоља и упери га у Ану. Тада полицајци реагују по утврђеном договору: упуцају Сузану, а Божовића ухапсе. Ана предаје УСБ Ненаду. Са сином и сестром одлази на аеродром. У Сплиту од Саше добијају нове пасоше и одлазе у срећнију будућност. |                    |        |               |                                             |                 |